# Sophie Tauchert
Sophie Tauchert (* 24. Dezember 2000 in Suhl) ist eine deutsche Volleyballspielerin.

## Karriere
Tauchert begann ihre Karriere beim VfB 91 Suhl, wo sie in allen Nachwuchsmannschaften aktiv war. Von 2016 bis 2018 spielte sie bei Schwarz-Weiss Erfurt. Anschließend kehrte sie nach Suhl zurück. In der Saison 2018/19 hatte die Libera ihre ersten Einsätze im Bundesliga-Team. Für die folgende Saison wurde sie zur festen Libera ernannt.
Im Beachvolleyball spielte Tauchert einige Nachwuchs-Meisterschaften mit Lina-Marie Lieb und Antonia Greskamp.